# (3686) Antoku
(3686) Antoku es un asteroide perteneciente al cinturón de asteroides, descubierto el 3 de marzo de 1987 por Tsuneo Niijima y el astrónomo Takeshi Urata desde el Ojima Observatory, Ojima, Japón.

## Designación y nombre
Designado provisionalmente como 1987 EB. Fue nombrado Antoku en honor al emperador japonés Antoku Tennō.